# Šolska skupina N
Šolska skupina N je bila bojna skupina (v moči bataljona), ki je delovala v sestavi Slovenskega domobranstva med drugo svetovno vojno.

## Zgodovina
Bojna skupina je bila ustanovljena februarja 1944 in bila maja istega leta preimenovana v Bataljon N.

## Poveljstvo
Poveljniki
- stotnik Franc Pavlovčič

## Sestava
- štab
- 11. četa
- 12. četa
- 18. četa
- 19. četa
- 20. četa
- 1. šolska četa
- 2. šolska četa
- 3. šolska četa
- 4. šolska četa
- 6. šolska četa
- 1. pionirska četa
- 1. topniška baterija
- 2. topniška baterija